# 名勝

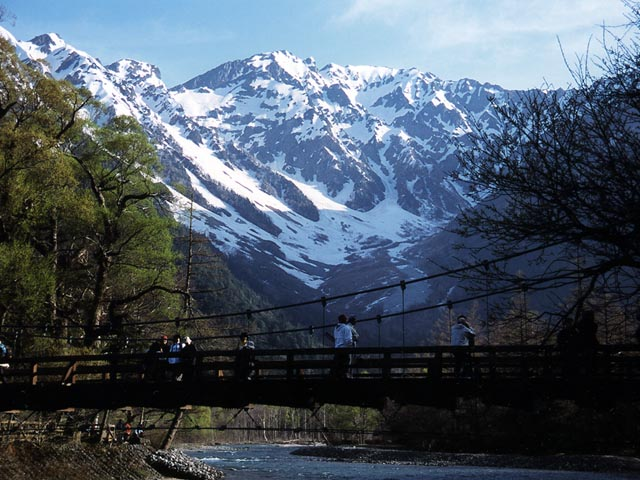
自然的名勝の代表、特別名勝・特別天然記念物の上高地

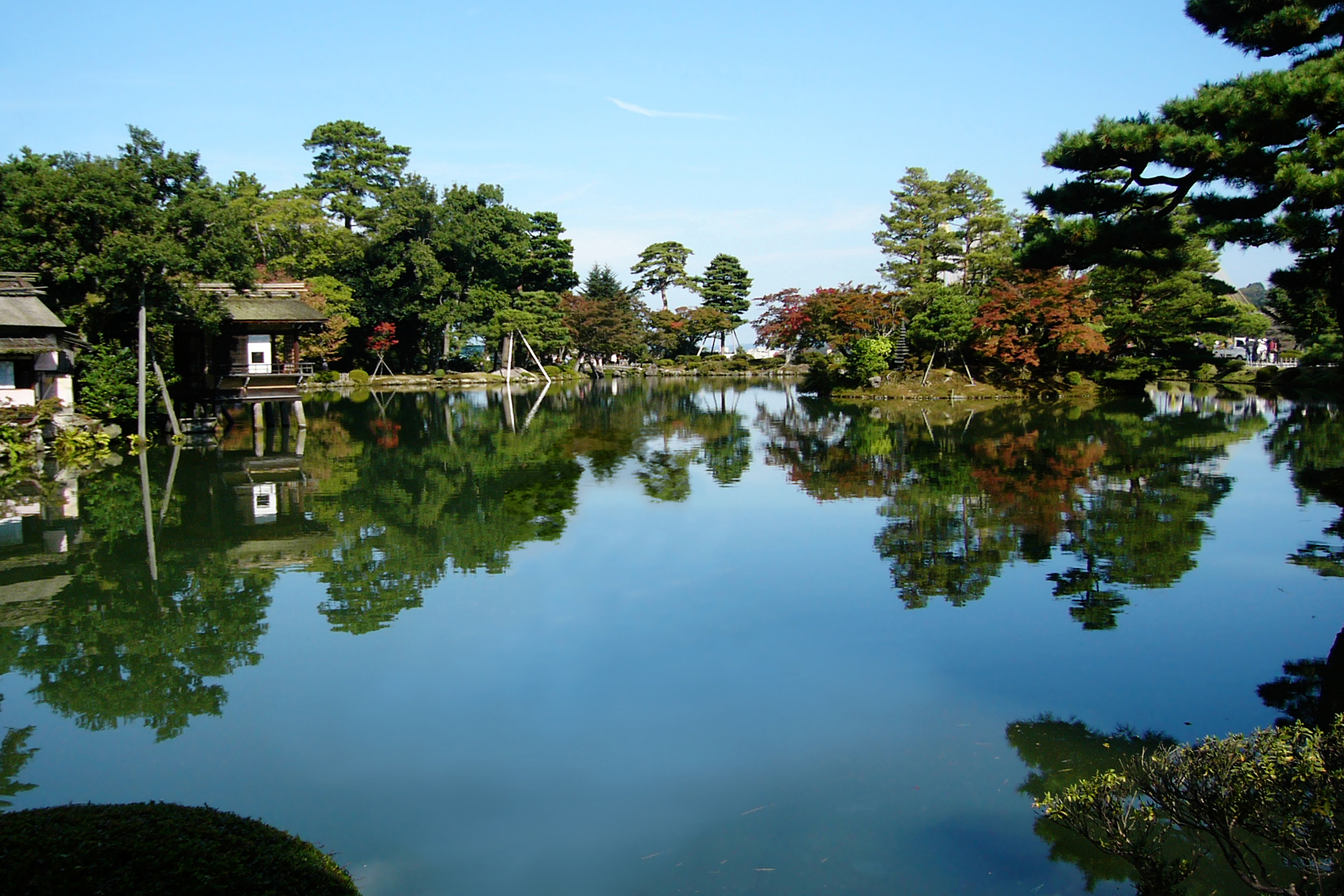
人文的名勝の代表、特別名勝の兼六園

名勝（めいしょう）とは、日本における文化財の種類のひとつで、芸術上または観賞上価値が高い土地について、日本国および地方公共団体が指定を行ったもの。特に、文化財保護法第109条第1項において規定された、国指定の文化財の種類のひとつ。

## 概要
日本の文化財保護法は、庭園、橋梁、峡谷、海浜、山岳その他の名勝地の中で、日本にとって芸術上また観賞上価値の高いものを、文部科学大臣が「名勝」および「特別名勝」の名称で指定することができると規定している。地方公共団体においては、文部科学大臣の指定から漏れたものに対して、それぞれの条例に基づいて教育委員会が指定を行っている。
名勝の保護制度は、1919年（大正8年）に施行された史蹟名勝天然紀念物保存法において、風致景観の優秀な土地、名所的な土地を保護する制度として始まった。1950年（昭和25年）制定の文化財保護法に引き継がれ、自然保護制度としての性格を強めている。

## 国指定の名勝

### 名勝
文化財保護法第2条第1項第4号では、記念物について次のとおり規定している。
貝づか、古墳、都城跡、城跡、旧宅その他の遺跡で我が国にとつて歴史上又は学術上価値の高いもの、庭園、橋梁、峡谷、海浜、山岳その他の名勝地で我が国にとつて芸術上又は観賞上価値の高いもの並びに動物（生息地、繁殖地及び渡来地を含む。）、植物（自生地を含む。）及び地質鉱物（特異な自然の現象の生じている土地を含む。）で我が国にとつて学術上価値の高いもの（以下「記念物」という。）
そして、文化財保護法第109条第1項では、名勝について次のとおり規定している。
文部科学大臣は、記念物のうち重要なものを史跡、名勝又は天然記念物（以下「史跡名勝天然記念物」と総称する。）に指定することができる。
文部科学省が公表している『特別史跡名勝天然記念物及び史跡名勝天然記念物指定基準』では、名勝の指定基準が次のように定められている。
左に掲げるもののうちわが国のすぐれた国土美として欠くことのできないものであつて、その自然的なものにおいては、風致景観の優秀なもの、名所的あるいは学術的価値の高いもの、また人文的なものにおいては、芸術的あるいは学術的価値の高いもの
1. 公園、庭園
2. 橋梁、築堤
3. 花樹、花草、紅葉、緑樹などの叢生する場所
4. 鳥獣、魚虫などの棲息する場所
5. 岩石、洞穴
6. 峡谷、瀑布、溪流、深淵
7. 湖沼、湿原、浮島、湧泉
8. 砂丘、砂嘴、海浜、島嶼
9. 火山、温泉
10. 山岳、丘陵、高原、平原、河川
11. 展望地点

これらの条件を満たすと判断されたものが、文化審議会における専門家の審議を経た上で、名勝に指定される。2025年（令和7年）3月10日現在、432件（次項の「特別名勝」を含み、史跡または天然記念物に重複指定されているものを含む）が名勝に指定されている。
名勝は、人文的名勝と自然的名勝とに分類されることもある。人文的名勝は、日本庭園のような人為的に形成された景観である。自然的名勝は、主に自然の働きによって形成され、歴史や文化にも支えられている景観である。2021年（令和3年）10月11日現在、庭園、公園および橋梁など人文的名勝に属するとされている名勝は247件、うち特別名勝は24件である。

### 特別名勝
文化財保護法第109条第2項では、特別名勝（とくべつめいしょう）について次のとおり規定している。
文部科学大臣は、前項の規定により指定された史跡名勝天然記念物のうち特に重要なものを特別史跡、特別名勝又は特別天然記念物（以下「特別史跡名勝天然記念物」と総称する。）に指定することができる。
そして、『特別史跡名勝天然記念物及び史跡名勝天然記念物指定基準』は、特別名勝の指定基準を次のように規定している。
名勝のうち価値が特に高いもの
つまり、名勝のうち価値が特に高いものが特別名勝である。36件が特別名勝（特別史跡または特別天然記念物に重複指定されているものを含む）に指定されている。

## 地方公共団体指定の名勝
文化財保護法第182条第2項は、次のとおり規定している。
地方公共団体は、条例の定めるところにより、重要文化財、重要無形文化財、重要有形民俗文化財、重要無形民俗文化財及び史跡名勝天然記念物以外の文化財で当該地方公共団体の区域内に存するもののうち重要なものを指定して、その保存及び活用のため必要な措置を講ずることができる。
この規定に基づき、各地方公共団体は「文化財保護条例」等の名称の条例を制定して、名勝の指定を行っている。ただしこの条文は、国指定から漏れたものに対して地方公共団体の指定がなされると解釈されるため、国指定となったものに対しては地方指定は解除される。